# Altes Schloss (Hahn)
Das Alte Schloss ist eine abgegangene hochmittelalterliche Höhenburg auf einer schmalen Bergzunge, „Kupp“ oder „Hahn“ genannt, etwa 250 Meter westlich der Siedlung Hahn, einem Ortsteil der Gemeinde Lebach im Landkreis Saarlouis im Saarland. 
Zwar gibt es keine urkundlichen Belege, doch liegt die Vermutung nahe, dass es sich um den eigentlichen Stammsitz der Herren von Hagen handelt, die um 1300 ihren Sitz nach der nahegelegenen Burg „Schloss La Motte“ verlagert hatten (womöglich ist der Ortsname „Hahn“ eine Ableitung von „Hagen“). Der Name Altes Schloss würde auf den Altersunterschied zum Schloss Motte deuten. 
1075 wird ein Diepaldus de Haga genannt. Der Fund eines romanischen Konsolsteins auf der Burgstelle würde in diese Zeit passen. Damit sprächen die Indizien für eine Existenz der Burg bereits in der Zeit der Salier.
Im Gelände sind noch deutliche Spuren einer kleineren Kernburg mit Halsgraben und einer nordwestlich vorgelagerten Vorburg zu erkennen. Diese war nicht durch künstliche Gräben von der Hauptburg getrennt, sondern befand sich auf einer durch die Quellflüsse des Hahnenbachs gebildeten Landzunge, von der sie ihrerseits durch einen heute stark verflachten Graben getrennt war.
Offenbar wurde das Alte Schloss unmittelbar nach der Verlagerung des Herrensitzes nach Schloss Motte aufgegeben und verfiel alsbald ohne kriegerische Fremdeinwirkung.